# Ferrari 166

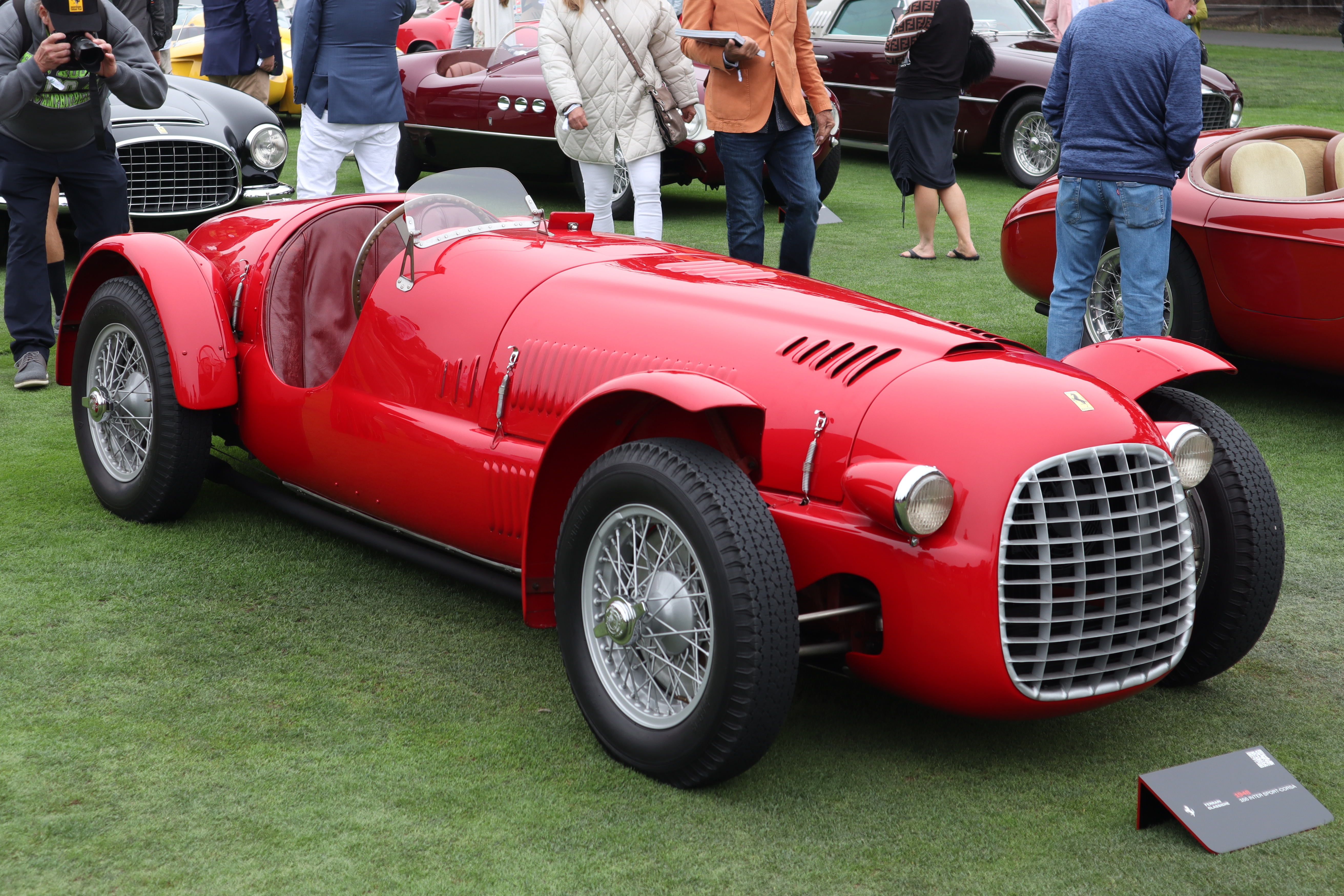
Ferrari 166 Spyder Corsa (1948)

Der Ferrari 166 ist ein 1948 bis 1953 in verschiedenen Ausführungen gebautes Modell des italienischen Automobilherstellers Ferrari. Die Bezeichnung geht auf den gerundeten Inhalt eines einzelnen Zylinders zurück.
Beim 166 handelte es sich um den Nachfolger des Ferrari 159 mit dessen von 1,9 auf 2,0 Liter vergrößertem V12-Motor mit einer obenliegenden Nockenwelle pro Zylinderreihe (Bohrung × Hub 60 × 58 mm, später 60 × 58,8 mm, Hubraum 1992 und 1995 cm³). Wie der Vorgänger besaß der 166 einen Kastenrahmen, vordere Doppeldreieckslenker und eine hintere Starrachse. Erstmals wurden neben den reinen Rennsportversionen auch zivile GT-Varianten angeboten. Nachfolger des 166 war der Ferrari 195.

## Versionen

### 166 Spyder Corsa (1948)
Die erste Ausführung des 166 war der offene zweisitzige Spyder Corsa, ein Rennsportwagen mit freistehenden Kotflügeln, die für die Teilnahme an Formel-2-Rennen abmontiert werden konnten. Der SOHC-V12 leistete hier 110–118 kW (150–160 PS) bei 7000/min. Neun Exemplare wurden gebaut.

### 166 Sport (1948)

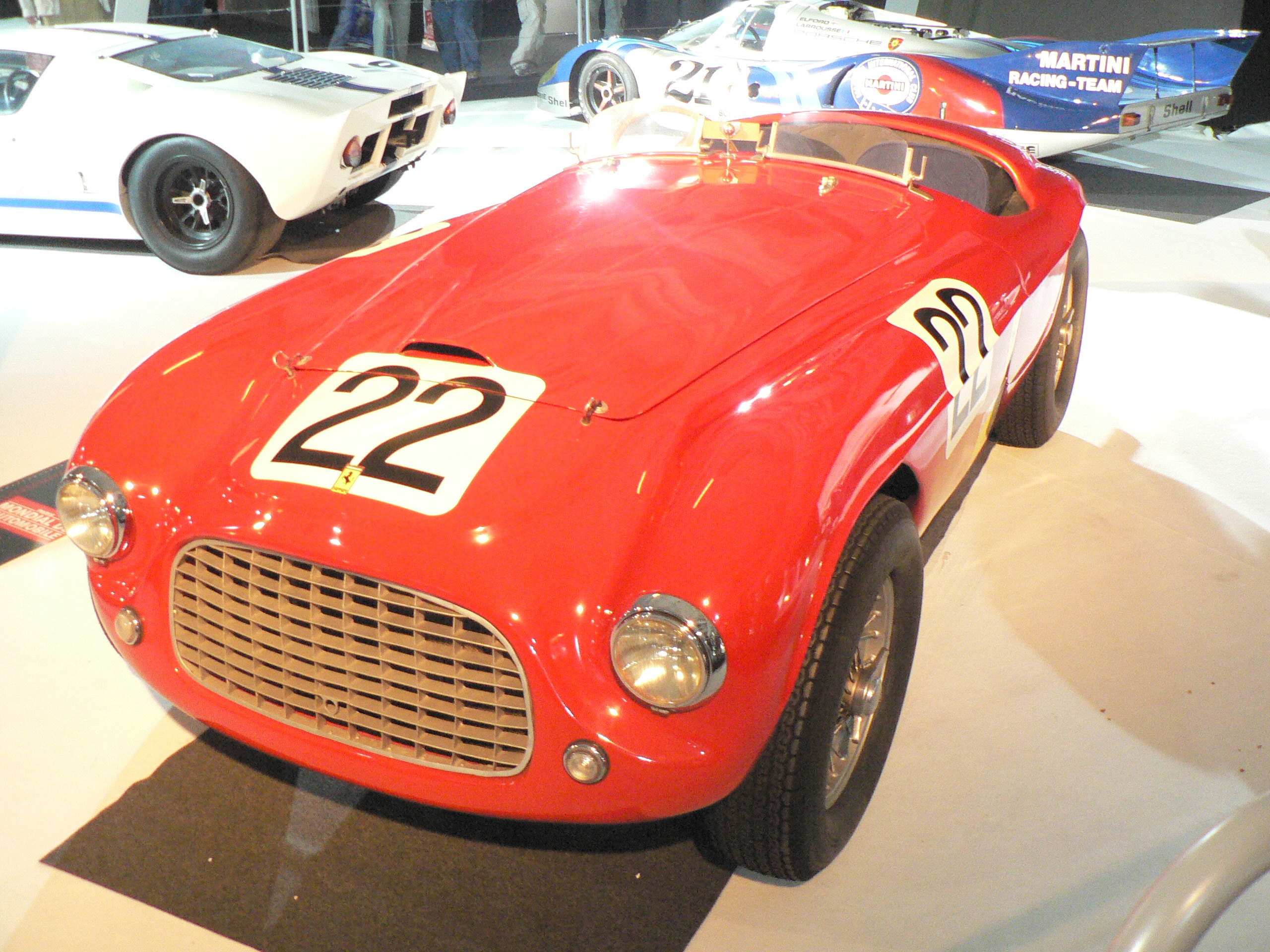
Ferrari 166MM Barchetta Touring

Der 166 Sport war eine zahmere Ausführung des 166 auf langem Radstand von 2620 mm, angetrieben von einem auf 66 kW (90 PS) gedrosselten Zweiliter-V12. Zwei Exemplare wurden gebaut und von der Carrozzeria Allemano karossiert, eines als Cabriolet, eines als Coupé.

### 166 MM (1948–1953)
Der auf dem Turiner Autosalon im November 1948 vorgestellte 166 MM (Mille Miglia) besaß einen Radstand von 2200 mm und den hier 103 kW (140 PS) starken Zweiliter-SOHC-V12 und war primär für den Sportwagen-Rennsport gedacht. Auf großen Widerhall stieß der auf dem Salon gezeigte, von der Carrozzeria Touring karossierte offene Zweisitzer mit dem Beinamen „Barchetta“ (kleines Boot). Neben den karg ausgestatteten Grundmodellen gab es „Lusso“-Ausführungen mit komfortablerem Interieur.
Bis 1953 entstanden insgesamt etwa 46 Exemplare (25 Touring Barchetta, fünf Touring Le Mans Berlinetta, ein Vignale-Coupé, ein Vignale-Spider, eine Zagato-Berlinetta, dazu als Serie II mit Detailunterschieden acht Vignale-Spider, drei Vignale-Berlinetten und eine Berlinetta von Pinin Farina). 1949 gewannen Luigi Chinetti und Patrick Mitchell-Thomson, 2. Baron Selsdon mit einem 166 MM das 24-Stunden-Rennen von Le Mans und feierten damit den ersten Gesamtsieg der Scuderia Ferrari bei diesem Langstreckenrennen.

### 166 Inter (1948–1951)

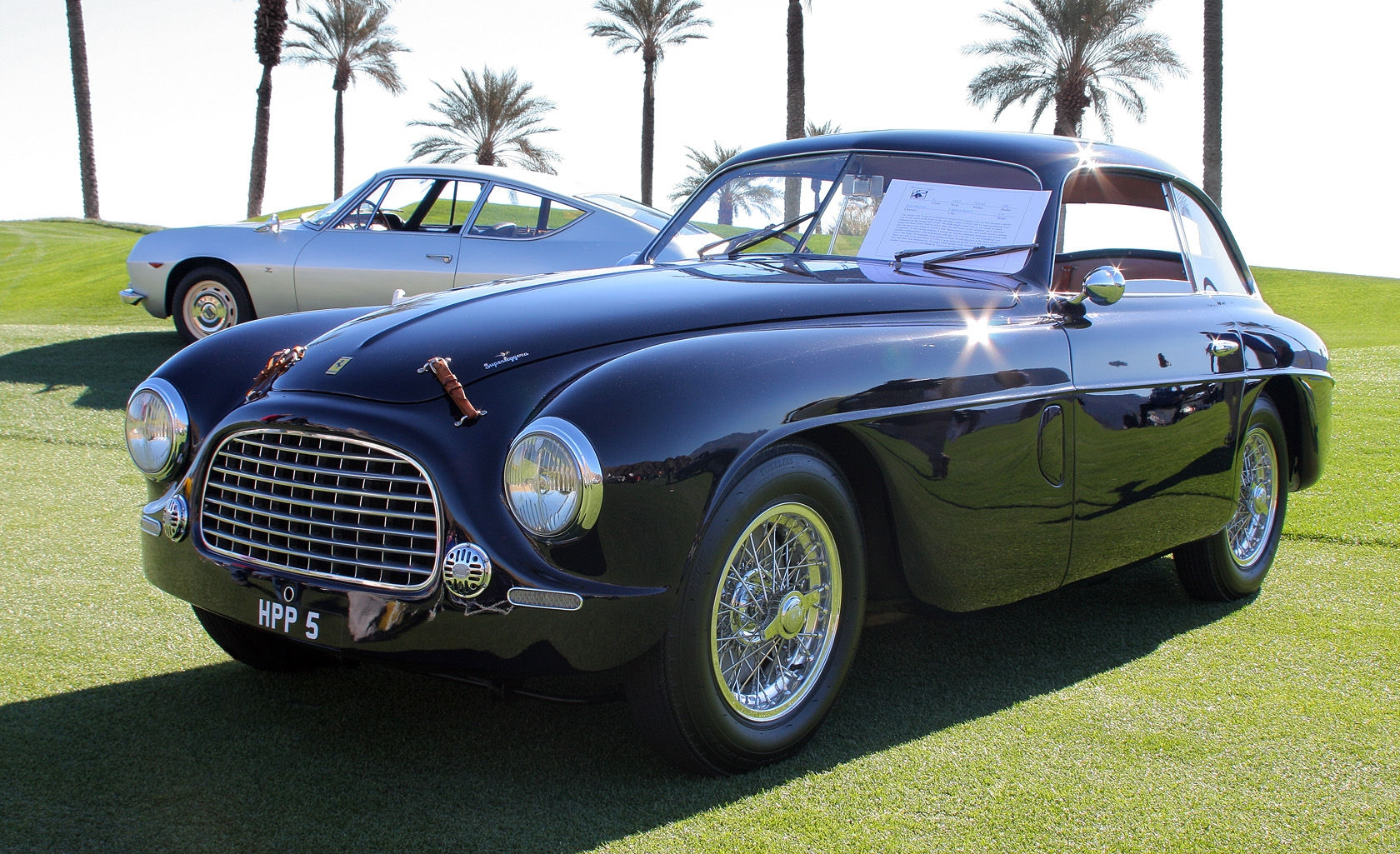
Ferrari 166 Inter Touring Berlinetta (1950)

Parallel zum 166 MM wurde auf dem Turiner Salon 1948 als zivile Variante der 166 Inter auf längerem Radstand (2420 mm) und mit gedrosseltem SOHC-V12-Motor mit 81 kW (110 PS) vorgestellt. Auch diese Modelle besaßen einen Kastenrahmen, vordere Doppeldreieckslenkerachse und hintere Starrachse mit Blattfedern. Die Karosserien stammten von Touring, Farina, Vignale, Ghia und Bertone.
Bis 1951 entstanden vom 166 Inter 39 Exemplare (21 Touring-Coupés, vier Fließheck-Coupés und drei Cabriolets von den Stabilimenti Farina, neun Vignale-Coupés, ein Coupé von Ghia und ein Cabriolet von Bertone).

### 166 FL (1949–1952)
Beim 166 FL handelte es sich um einen 1949/52 gebauten Monoposto, der für die Rennen in Südamerika entwickelt wurde und das Chassis des Ferrari 125 F1 sowie eine kompressorgeladene Version des Zweiliter-V12 besaß 228 kW (310 PS) bei 7000/min, bei dem die obenliegenden Nockenwellen über Zahnräder statt über eine Kette angetrieben wurde.